# تيد جاي كينت
تيد جاي كينت (بالإنجليزية: Ted J. Kent)‏ هو مونتير أمريكي، ولد في 6 أكتوبر 1901 في إلينوي في الولايات المتحدة، وتوفي في 17 يونيو 1986 في مقاطعة أورانج في الولايات المتحدة.

## وصلات خارجية
- تيد جاي كينت على موقع IMDb (الإنجليزية)
- تيد جاي كينت على موقع ألو سيني (الفرنسية)
- تيد جاي كينت على موقع قاعدة بيانات الأفلام السويدية (السويدية)
- تيد جاي كينت على موقع قاعدة بيانات الفيلم (الإنجليزية)
- تيد جاي كينت على موقع كينوبويسك (الروسية)